# Lippo I Alidosi
Lippo I Alidosi (XIII secolo – dopo 1317) è stato un politico italiano.

Stemma degli Alidosi

È stato de facto signore di Imola dal 1278 al 1288, come capitano del popolo e Defensor Pupuli Imole et Capitaneus Civitatis Imole.
Fu fatto prigioniero dall'inquisitore papale di Romagna insieme al suo nipote Lippo II. Nel 1317 tentò di conquistare di nuovo Imola, ma morì poco dopo.